# Amasandji
 (août 2020).
Si vous disposez d'ouvrages ou d'articles de référence ou si vous connaissez des sites web de qualité traitant du thème abordé ici, merci de compléter l'article en donnant les références utiles à sa vérifiabilité et en les liant à la section « Notes et références ».
Amasandji est un khan de l'empire oïrat (ou kalmouk).

## Biographie
Il a succédé à son père, Esen-taidji (1455). 
Il règne sur la Mongolie orientale et attaque entre 1456 et 1468 le khanat djaghataïde du Mogholistan.
Il battit le khan Younous près du fleuve Ili.
Les frères d'Amasandji, Ibrâhim Ong et Ilyâs Ong, contestent son autorité, peut-être à l'instigation de leur mère Makhtoum khanim. Amasandji aurait remporté cette guerre civile, poussant ses frères à se réfugier en Chine.